# 青木三兄弟
青木三兄弟（あおきさんきょうだい）とは、1990年代に世界的活躍をした群馬県北群馬郡子持村（現在の渋川市）出身の兄弟オートバイ・ロードレースライダー。
長男・青木宣篤（あおき・のぶあつ、1971年8月31日-）、次男・青木拓磨（あおき・たくま、1974年2月24日-）、三男・青木治親（あおき・はるちか、1976年3月28日-）の3名を指す。

## 概要
青木家のバイクレース歴は1981年、父親の青木圀衛が買い与えたポケバイから始まった。最初は自宅の裏庭にコースを作り、やがて近場にある榛名モータースポーツランドをホームコースにして、ポケバイからミニバイクレースで活躍。当時から「青木三兄弟」として雑誌やテレビ番組に取り上げられ、イン側へ身体を落としたハングオンスタイルは「ハルナ乗り」として知られた。
それまでの日本人ロードレースライダーは運転免許取得後に峠道で腕を磨いた走り屋出身が多かったが、1980年代後半になると、青木三兄弟や原田哲也を筆頭にポケバイ育ちの新世代が台頭し始める。宣篤と拓磨は高校生でロードレースデビューすると、全日本ロードレース選手権を経て、ロードレース世界選手権（世界GP）に参戦。三男治親に至っては、地方選手権から全日本を経験しないまま、現役高校生の世界GPライダーとなり、125ccクラスの2年連続チャンピオンに輝いた。
1995年の日本GPでは125ccクラスで治親が優勝、250ccクラスで宣篤が2位、500ccクラスでスポット参戦の拓磨が3位となり、三兄弟で世界GP各クラス表彰台獲得という記録を作る。
1997年は三兄弟での世界GPフル参戦が実現。宣篤と拓磨は世界GP最高峰の500ccクラスで一緒に走り、第8戦イモラでは宣篤2位、拓磨3位で史上初めて兄弟で表彰台に上った。年間ランキングでも宣篤3位、拓磨5位と健闘した。
全日本や鈴鹿8時間耐久ロードレースでは日清・カップヌードルのスポンサードを受けていた。特撮「ウルトラシリーズ」と縁が深く、鈴鹿8時間耐久レースではウルトラマンカラーのツナギを着て走ったり、ドラマ本編に役者としてゲスト出演したりしている。

## 構成

### 長男・青木宣篤
現在はスズキ・MotoGPテストライダー及びライディングスクール主催。現役ライダーだが、2010年はシリーズ戦にエントリーしていない。2009年鈴鹿8耐優勝（酒井大作・徳留和樹）、ロードレース世界選手権・GP500クラス及びMotoGPクラスの年間ランキング最高位は1997年の3位、1993年マレーシアGP・GP250クラス優勝。

### 次男・青木拓磨
1998年シーズン前のテスト中に下半身不随の重傷を負い、ライダーは引退。ロードレース世界選手権「最高峰クラス」年間ランキング最高位は1997年GP500クラス5位、1995年-1996年全日本ロードレース選手権スーパーバイク2年連続年間チャンピオン。ホンダのレーシングチーム助監督を経て、現在は手動操作が可能な改造車で、四輪レースに出場。2009年ダカール・ラリーに参戦（リタイア）、2010年はスーパー耐久（ST4クラス）にエントリーし、第1戦・筑波で総合23位=クラス9位完走（土屋武士・Takamori.com）。

### 三男・青木治親
現在はオートレース選手（川口オートレース場所属）。1995年-1996年のロードレース世界選手権GP125クラス2年連続年間チャンピオン（GP125クラス通算9勝）。2004年オートレースデビュー、2006年第30回日刊スポーツキューポラ杯争奪戦（川口オートレース場）で記念初優勝。オートレース転向後の2005年鈴鹿8耐に出場し、総合3位・JSB1000クラス優勝（安田毅史／監督は森且行）。